# Mimmo Cafiero
Mimmo Cafiero (Palermo, 13 novembre 1960) è un compositore e batterista italiano.

## Biografia
Percussionista e compositore siciliano, nato a Palermo nel 1960, studia pianoforte al Conservatorio Vincenzo Bellini di Palermo dal 1971 al 1974.
Approda al jazz nel 1975 come percussionista autodidatta iniziando a suonare spesso al Brass Group Jazz Club di Palermo con vari musicisti e, in jam session, con alcuni musicisti stranieri di passaggio.
Dal 1975 al 1978 partecipa ad alcune importanti trasmissioni televisive sul jazz condotte da Franco Cerri: Sapere, il jazz in Italia, Chitarra e fagotto, Di jazz in jazz.
Dal 1978 al 1981 fa parte stabilmente del gruppo del vibrafonista Enzo Randisi col quale incide due dischi e partecipa anche ad un tour di venti concerti in Spagna. 
Nel 1983 entra a far parte della Brass Group Big Band, un'orchestra di venti elementi che viene diretta, tra gli altri, da Mel Lewis, Sam Rivers, Toshiko Akiyoshi, Archie Shepp ed Ernie Wilkins. Contemporaneamente insegna percussioni al Centro Studi del Brass Group.
Nel 1984 inizia a suonare la batteria con la Reinhardt Jazz Studio Orchestra di Claudio Lo Cascio si esibisce in oltre cinquanta concerti diretti per lo più da Enrico Intra e da Sal Genovese. Con questa orchestra incide anche un disco nell'aprile dell'84. Sempre nell'84, da percussionista, partecipa su Rai Uno con l'orchestra di Bruno Biriaco a quattordici puntate di Domenica in....
Nel 1985 inizia la sua ricerca compositiva che lo porterà nell'86 ad incidere il suo primo disco dal titolo Emersion con un settetto insieme a Paolo Fresu, Stefano D'Anna, Salvatore Bonafede, Paolino Dalla Porta, Ettore Fioravanti e Loredana Spata.
Nel 1987 si trasferisce a Roma e registra altri suoi due dischi: I Go e Moon and Twenty Five che ospita l'allora giovanissimo chitarrista Kurt Rosenwinkel.
Nel 1991 Cafiero fonda a Palermo la Open Jazz School, una delle scuole di musica jazz più importanti dell'isola che annovera tra i suoi allievi ed ex allievi alcuni tra i migliori musicisti siciliani di jazz.
Si esibisce con la "Mimmo Cafiero Open Band" formata da Alessandro Presti alla tromba, Nicola Caminiti al sax, Giuseppe Mirabella alla chitarra, Sam Mortellaro al pianoforte e Stefano India al basso elettrico.
Ha inciso numerosi album con alcuni dei più importanti musicisti della scena jazz internazionale, suonando anche con loro in Europa e Nord America. 
Ha collaborato con Mick Goodrick, Mel Lewis, Steve Grossman, Gianni Basso, Maurizio Giammarco, Massimo Urbani, Tony Scott, Curtis Fuller, Paolo Fresu, Umberto Fiorentino, Riccardo Zegna, Enzo Randisi, Antonello Salis, Mal Waldron, Enrico Rava, Lester Bowie, Emanuele Cisi, Nicola Stilo, Franco D'Andrea, Giampaolo Casati, Marco Tamburini, Maurizio Caldura, Hal Crook, Joey Calderazzo, Gary Smulyan, Kurt Rosenwinkel, Javon Jackson, Paul Jeffrey, Enrico Pieranunzi, Sheila Jordan, Larry Schneider, Giovanni Mazzarino, Bob Mintzer, Fabrizio Bosso, Antonio Zambrini, Danilo Rea, Harvie S, Lee Konitz e molti altri.

## Discografia

### Discografia come leader e co-leader
- 1986 – Emersion (Ismj, 001)
- 1987 – New Sound and Percussion (Fonit Cetra, nre 1105)
- 1988 – I Go (Splasc(h), H 157)
- 1991 – Moon and Twenty Five (Splasc(h), CD H 326.2)
- 1994 – Domani è domenica (Splasc(h), CD H 425.2)[7]
- 1996 – Live in Brussels (Splasc(h), CD 467.2)[8]
- 1997 – Triangles (Splasc(h), CD H 604.2)[9]
- 2001 – M. Cafiero Open Jazz Orchestra Plays Sicilian Songs (Splasc(h), CD H 738.2)
- 2004 – Al-Cat-Raz (con Caldura, Dalla Porta) (Splasc(h), Records)
- 2008 – Vitti 'na strada (OJR, 003)

### Compilation
- 1993 – Sicilian Jazz Collection Vol. 1 (Splasc(h), CD H 401.2)
- 1993 – Sicilian Jazz Collection Vol. 2 (Splasc(h), CD H 402.2)
- 1994 – Sicilian Jazz Collection Vol. 3 (Splasc(h), CD H 413.2)
- 1998 – Rassegna Biancavilla jazz  (Anaglyphos Records, NTA03)
- 1998 – Iseo Jazz '97 Songbook (Cdpm Lion, 116-2)
- 2004 – Ubi Jazz 2003 (Ubj)
- 2004 – Charles Mingus 2002 80th Anniversary (ass. BB. CC. reg. sic.)